# Taeniodera corticalis
Taeniodera corticalis är en skalbaggsart som beskrevs av Wallace 1867. Taeniodera corticalis ingår i släktet Taeniodera och familjen Cetoniidae. Inga underarter finns listade i Catalogue of Life.